# Političtí vězni.cz
Spolek Političtí vězni.cz (alternativně Political Prisoners.eu) je spolek zaměřující se na problematiku politických vězňů komunistického režimu v Československu. Spolek shromáždil metodou orální historie zaznamenaná svědectví bývalých politických vězňů a vězeňkyň, a tuto problematiku se snaží různými způsoby popularizovat. Mimo jiné vydal několik publikací a obnovil naučnou stezku Jáchymovské peklo v Jáchymově.

## Činnost

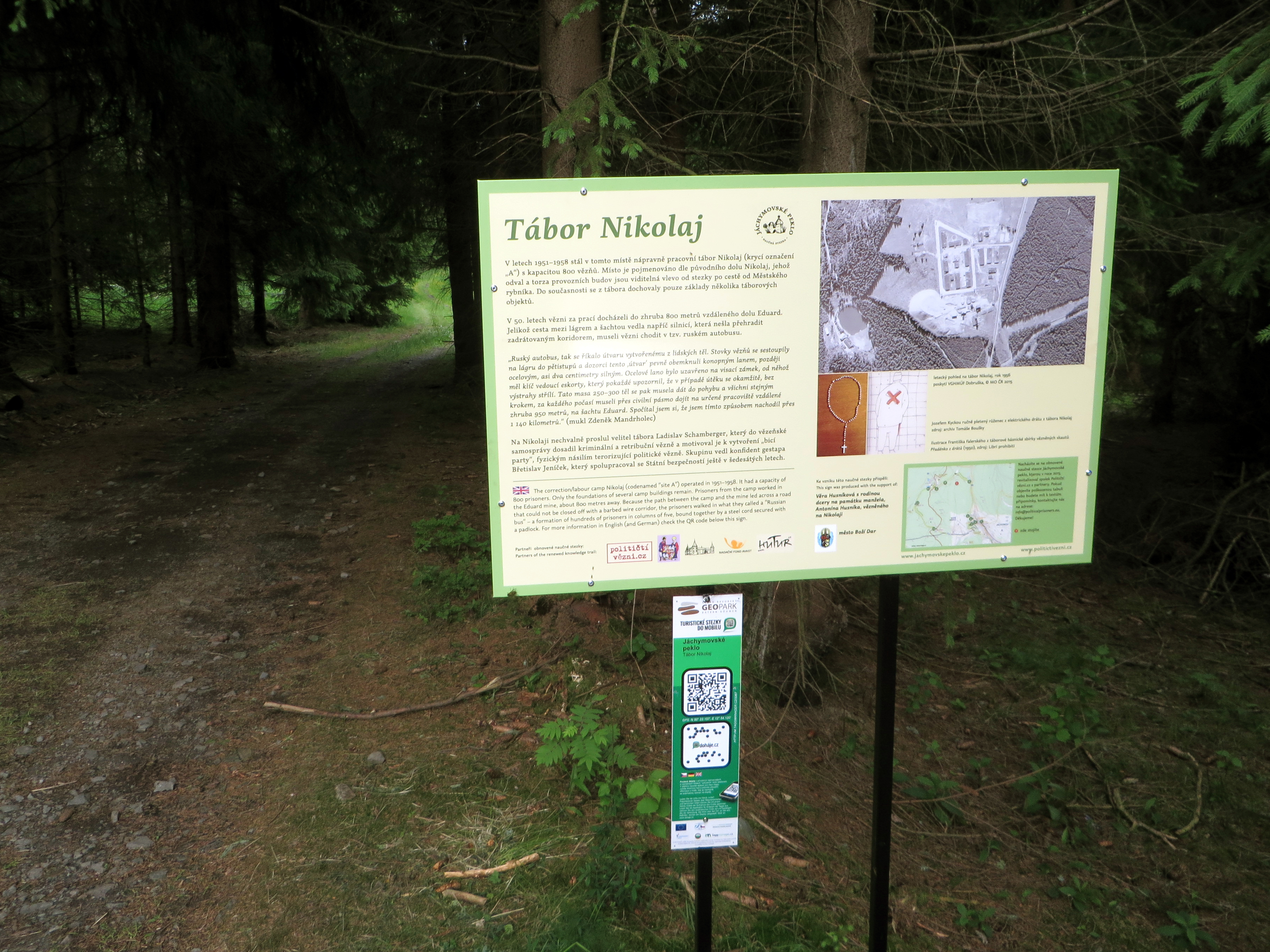
Panel naučné stezky Jáchymovské peklo v místě pracovního tábora Nikolaj

Spolek vznikl jako neformální iniciativa studentů nahrávajících orálně historické rozhovory bývalých politických vězňů komunistického režimu. V roce 2008 byla spuštěna webová stránka a vydána anglická publikace obsahující příběhy vězněných mužů a žen, na kterou v následujícím roce navázala její česká verze. V 2010 proběhla přeměna dosavadní neformální iniciativy na občanské sdružení. Ve stejném roce se spolek, svým diskusním panelem o roli politických vězňů, poprvé podílel na doprovodném programu konference Forum 2000. V roce 2012 pro stejnou akci připravil panel zaměřený na vězněné ženy a v roce 2013 panel o problematice vyrovnání s minulostí. Jinou veřejnou akcí byla účast na festivalu Sametové posvícení v roce 2014. Pro účast v průvodu si spolek zvolil osudy žen vězněných v 50. letech a jejich děti.
V roce 2011 členové spolku natočili dokumentární portrét K. Ch. - portrét politické vězeňkyně (režime Tomáš Bouška) o bývalé politické vězeňkyni Karle Charvátové. Dokument měl premiéru 17. listopadu 2011 ve Světozoru.
Spolek věnuje velkou pozornost bývalým pracovním táborům, zejména těm na Jáchymovsku. Kromě jiných aktivit tam příležitostně organizuje komentované túry, například v letech 2012 a 2013 pro účastníky vzdělávacího projektu Stopy totality. V roce 2014 spolek spolupracoval s katedrou geografie Přírodovědecké fakulty UJEP v Ústí nad Labem na tvorbě virtuálního 3D modelu jáchymovského pracovního tábora tábor Svornost.
V roce 2015 spolek obnovil naučnou stezku Jáchymovské peklo, připomínající pracovní tábory při uranových dolech provozované na Jáchymovsku. Prostředky na obnovu stezky zčásti pocházely z crowdfundungové kampaně, ve které spolek podpořila skupina The Tap Tap. Provoz obnovené stezky byl slavnostně zahájen 27. června 2015 v Den památky obětí komunistického režimu za přítomnosti bývalých politických vězňů Hany Truncové, Zdeňka Mandrholce a Františka Wiendla. Večer skupina The Tap Tap odehrála slavnostní Koncert pro Jáchymov. Za znovuotevření naučné stezky ve spolupráci s vozíčkáři a tělesně handicapovanými hudebníky spolek postoupil mezi pět finalistů Ceny Mosty 2015 (v kategorii nestátní subjekt) udělované Národní radou osob se zdravotním postižením.
V roce 2015 se spolek zapojil do přípravy české části projektu Poslední adresa, připomínajícího oběti komunistického režimu. V roce 2016 spolek spolupracoval na uspořádání mezinárodní konference Jáchymov ve 20. století - Místo paměti evropských dějin v Jáchymově. V roce 2017 spolek začal provozovat komentované túry po místech paměti komunistické historie.
V roce 2019 zahájil spolupráci s obecně prospěšnou organizací EUTIS a BBAG Potsdam na vzdělávacím projektu zaměřeném na předávání znalostí o moderní historii prostřednictvím práce s místy paměti.

## Publikace
- Czechoslovak political prisoners: Life stories o 5 male and 5 female victims of Stalinism (2008)
- Českoslovenští političtí vězni: Životní příběhy (2009)
- Czechoslovak political prisoners: Life stories o 5 male and 5 female victims of Stalinism (2016)